# Umm al-Kaab

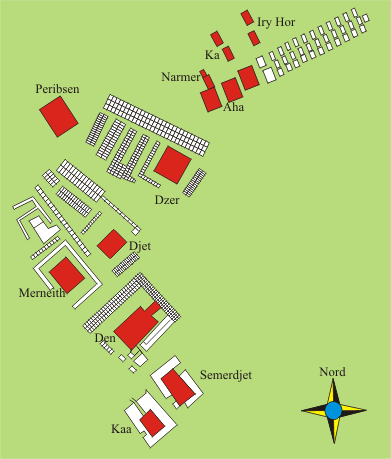
Położenie grobowców w nekropoli Umm el-Qaab

Umm al-Kaab, Umm el-Qa'ab (arab. أم العقاب, czyli Matka Garnków) – nekropola władców starożytnego Egiptu z okresu I i II dynastii (czas powstania najstarszych konstrukcji ocenia się na ok. 3800 rok p.n.e.), położona na terenie starożytnego Abydos. Współczesna nazwa arabska została nadana z powodu znajdującej się na powierzchni olbrzymiej ilości ceramiki ofiarnej.
Wszystkie odkryte tutaj groby to wykopy ziemne, części podziemne grobowców, natomiast części nadziemne najprawdopodobniej miały kształt kopca wypełnionego piaskiem lub żwirem, otoczonego lekko nachylonymi murami o wysokości ok. 2,5 m. Wykopaliska tutaj prowadzone doprowadziły do odkrycia nie tylko samych grobów, ale też najstarszych świadectw egipskiego pisma hieroglificznego. 
W nekropoli znajdują się grobowce z następujących okresów:

## Okres predynastyczny
- U-j – Nieznany władca lub dygnitarz, możliwe, że Skorpion I
- B1/B2 – Iry-Hor
- B7/B8/B9 – Ka

## Pierwsza dynastia
- B17/B18 – Narmer
- B10/B15/B19 – Aha
- 0 – Dżer
- Z – Dżet
- Y – Merneit
- T – Den
- X – Anedżib
- U – Semerchet
- Q – Ka’a

## Druga dynastia
- P – Peribsen
- V – Chasechemui